# 6ix9ine
Данијел Ернандез (шп. Daniel Hernandez), познатији под уметничким именом 6ix9ine (изг. Сикс Најн; Бруклин, Њујорк, 8. мај 1996) амерички је репер. Широј јавности је постао познат крајем 2017. године када је објавио свој деби сингл Gummo. Ова песма је достигла дванаесту позицију на листи синглова Билборд хот 100 и од стране Америчког удружења дискографских кућа добила платинумски сертификат. Дана 23. марта 2018. године Ернандез је објавио свој деби микстејп под називом Day69 који је дебитовао на четвртој позицији листе албума Билборд 200.

## Биографија
Ернандез је рођен 8. маја 1996. године у Бруклину, Њујорк, од оца Порториканца и мајке Мексиканке. Избачен је из школе у 8. разреду и није након тога покушао да је поново похађа. Његов отац је убијен 2009. године, што је приморало Ернандеза да ради различите послове и продаје марихуану како би финансијски помогао својој мајци.

## Дискографија

### Микстејпови
| Наслов | Детаљи | Позиција | Позиција | Позиција | Позиција | Позиција | Позиција | Позиција | Позиција | Позиција | Сертификати |
| Наслов | Детаљи | US       | AUS      | CAN      | DEN      | NOR      | NZ       | SWE      | SWI      | UK       | Сертификати |
| ------ | --- | -------- | -------- | -------- | -------- | -------- | -------- | -------- | -------- | -------- | ----------- |
|        | - Издат: 23. 2. 2018 - Издавачка кућа: Scumgang, TenThousand Projects - Формат: Streaming, digital download | 4        | 11       | 5        | 32       | 14       | 15       | 15       | 20       | 20       | - : златни  |

### Синглови
| Наслов                              | Година | Позиција | Позиција   | Позиција | Позиција | Позиција | Сертификати    | Микстејп |
| Наслов                              | Година | US       | US R&B/ HH | US Rap   | NZ Heat. | UK       | Сертификати    | Микстејп |
| ----------------------------------- | ------ | -------- | ---------- | -------- | -------- | -------- | -------------- | -------- |
|                                     | 2017   | 12       | 7          | 6        | —        | —        | - : платинасти |          |
|                                     | 2017   | 50       | 29         | —        | —        | —        | - : златни     |          |
| (ft. Фети Вап и А Буги вит да Худи) | 2018   | 43       | 22         | 20       | 9        | —        | - : златни     |          |
| [ 21 ]                              | 2018   | 99       | 50         | —        | 7        | 95       |                |          |
| (ft. DJ Spinking)                   | 2018   | 46       | 23         | —        | 8        | 100      |                |          |
| (ft. Ники Минаж и Мурда Битз)       | 2018   | 4        | 3          | 3        | —        | 35       |                |          |

### Друге популарне песме
| Наслов                      | Година | Позиција | Позиција | Позиција  | Позиција | Микстејп |
| Наслов                      | Година | US       | NZ Heat. | SWE Heat. | SWI      | Микстејп |
| --------------------------- | ------ | -------- | -------- | --------- | -------- | -------- |
|                             | 2018   | 50       | 4        | 1         | 93       |          |
| (ft. Тори Ланез и Јанг Таг) | 2018   | 73       | 8        | —         | —        |          |